# Schwarzkinnweber
Der Schwarzkinnweber (Ploceus nigrimentus) zählt innerhalb der Familie der Webervögel (Ploceidae) zur Gattung der Ammerweber (Ploceus).
Der lateinische Artzusatz kommt von lateinisch niger ‚schwarz‘ und lateinisch mentum ‚Kinn‘.
Der Vogel kommt in Afrika in den Bailundu Highlands in Angola, auf dem Batéké Plateau in der Republik Kongo und in Gabun vor.
Das Verbreitungsgebiet umfasst offene, baum- oder buschbestandene Savanne, hauptsächlich um 500 m Höhe.

## Merkmale
Die Art ist 17 cm groß. Das Männchen im Brutkleid hat einen schwarzen Kopf, dunklen Schnabel und helle Iris. Namensgebend sind Kinn und Kehle schwarz, letztere in orange-rotbraun  übergehend. Nacken, Flanken und Unterseite sind leuchtend goldgelb, die Flügeldecken sind schwarz.
Die Art ist monotypisch.

## Stimme
Der Gesang des Männchens wird als kurzes „whit-pu pui trrr pui“ oder scharfes „chi-chi-cheep“ beschrieben.

## Lebensweise
Die Nahrung besteht hauptsächlich aus Pflanzensamen und Insekten. Gejagt wird zu zweit oder in kleinen Gruppen, gern in den Wipfeln niederer Bäume.
Die Brutzeit ist nicht bekannt, die Art brütet teilweise in kleinen Kolonien.

## Gefährdungssituation
Der Bestand gilt als nicht gefährdet (Least Concern).